# Limnesiidae
Limnesiidae är en familj av kvalster. Enligt Catalogue of Life ingår Limnesiidae i ordningen Trombidiformes, klassen spindeldjur, fylumet leddjur och riket djur, men enligt Dyntaxa är tillhörigheten istället ordningen kvalster, klassen spindeldjur, fylumet leddjur och riket djur. Enligt Catalogue of Life omfattar familjen Limnesiidae 20 arter. 
Kladogram enligt Catalogue of Life och Dyntaxa:
| Limnesiidae | \| \| Centrolimnesia \| \| \| \| \| \| Limnesia \| \| \| \| \| \| Tyrrellia \| \| \| \| |
|             | \| \| Centrolimnesia \| \| \| \| \| \| Limnesia \| \| \| \| \| \| Tyrrellia \| \| \| \| |
|             | Centrolimnesia                                                                          |
|             |                                                                                         |
|             | Limnesia                                                                                |
|             |                                                                                         |
|             | Tyrrellia                                                                               |
|             |                                                                                         |